# Спасо-Преображенський собор (Біла Церква)
Преображе́нський собо́р — культова споруда в місті Біла Церква, кафедральний собор Білоцерківської єпархії Православної церкви України. Збудований у 1833—1839 роках в дворі напівзруйнованої Микільської церкви. Замовниця — Олександра Браницька була похована 15 серпня 1839 року в неосвяченому приділі Олександра Невського, не доживши до завершення будівництва. Споруджено за проектом одеського кафедрального собору (інженер — Ванрезонт, архітектор Фраполлі).

## Риси храму
Храм було споруджено в стилі класицизму. Будівля цегляна, обштукатурена, хрестоподібна в плані, висотою 40 м, перекрита банею на високому барабані. Східний і західний входи оформлені 4-х колонними портиками, південний- шестиколонним. Головний портик відновлений у 90-х рр. XX століття, ордер доричний. На фасадах колонам відповідають пілястри. Прямокутні віконні отвори декоровані сандриками. Перекриття цегельне, склепінчасте. Інтер'єр був розписаний монументальним олійним живописом, який не зберігся до наших днів.

## Інтер'єр
Собор мав багате начиння. Однією з реліквій стала «Таємна вечеря», вишита золотом на малиновому тлі датована XV століттям. Також у соборі зберігалася багата колекція стародруків XVII століття.

## Історія
У 1933 році собор перестав функціонувати. До Другої світової війни в ньому розташовувався Державний міський архів. В 1941 році склепіння собору було зруйноване прямим попаданням бомби. У повоєнні роки церковна служба відновилась і велась до 1961 року. В 1956 році Преображенський собор було занесено в список пам'яток архітектури, тоді ж розпочався ремонт споруди під час якого під штукатуркою поховали настінні розписи. В 70-80х рр. був використаний як спортивний зал.
У 1989 році собор було передано церковній громаді. З серпня 1994 року Спасо-Преображенський кафедральний собор є центром Білоцерківської єпархії УПЦ МП. Єпископ Білоцерківський і Богуславський Митрофан (Михайло Іванович Юрчук) з травня 2007. Його попередник Серафим (Василь Федорович Залізницький) — (серпень 1994 — травень 2007).
У квітні 2023 року мешканцями міста Біла Церква та прихожанами Православної церкви України організовано ряд мітингів з вимогою повернути культову споруду у власність громади. 27 квітня 2023 року Білоцерківська міська рада ухвалила рішення про повернення з користування культових споруд Преображенський кафедральний собор та Микільську церкву. 9 травня 2023 року представники Білоцерківської міської ради спробували опечатати приміщення, проте на заваді стали священники та прихожани РПЦвУ.
29 червня 2023 року за рішенням Білоцерківської міської ради Микільську церкву та Спасо-Преображенський собор було передано в користування єпархії ПЦУ

## Галерея

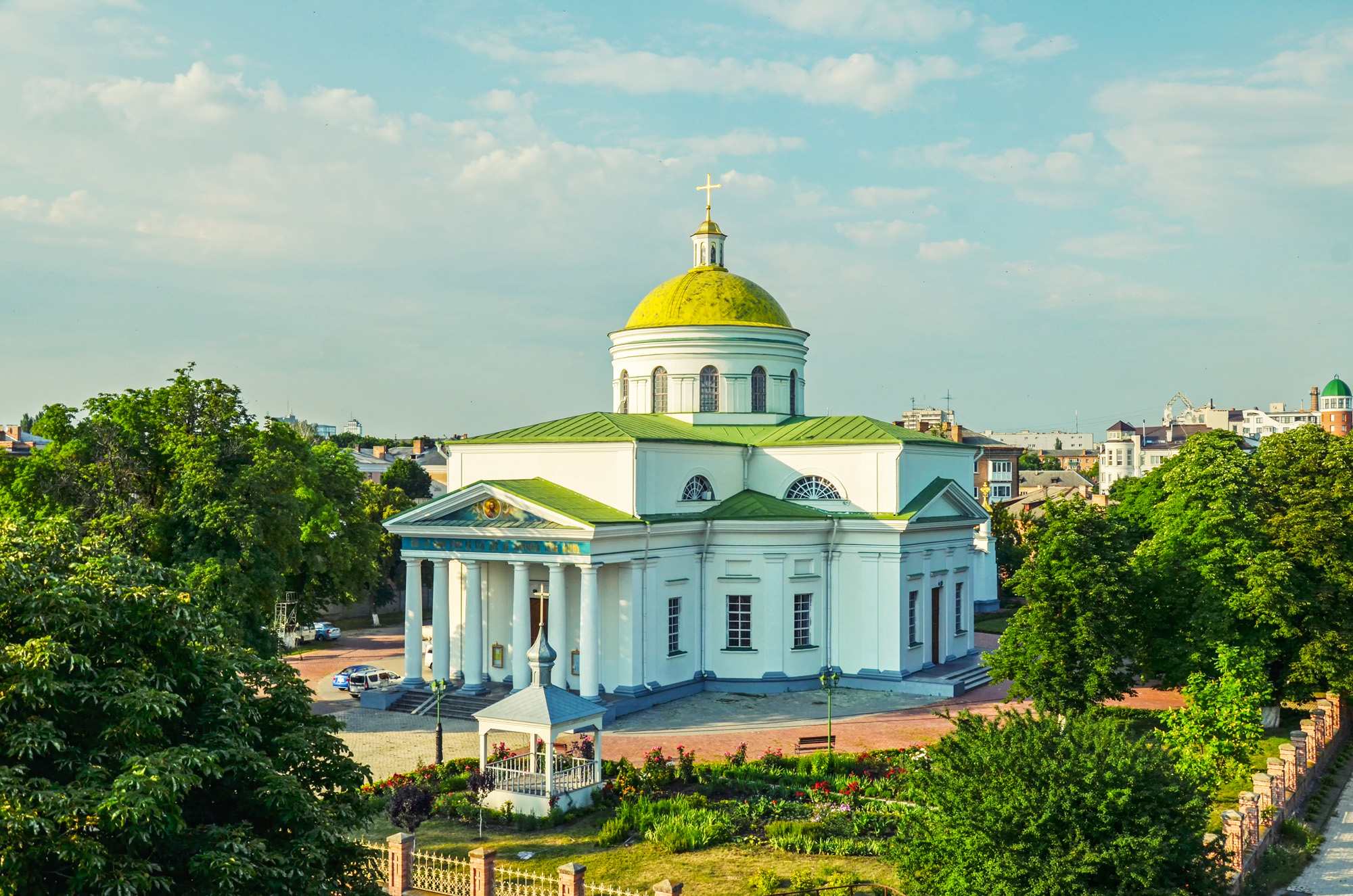
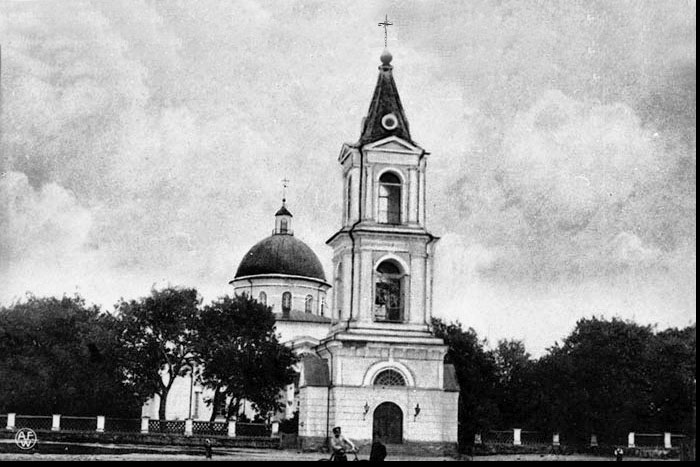
Зруйнована дзвіниця собору